# 铵

銨根離子的生成

铵（ammonium）舊譯錏，化学式 {\displaystyle {\ce {NH4+}}}，又叫铵离子、铵根、铵根离子，是由氨分子衍生出的正一价、带1个正电的离子。氨分子与一个氫正離子配位结合就形成铵根离子（氨提供孤電子對）。铵离子在化学反应中相当于金属离子。

## 结构
铵离子是正四面体型的，与甲烷互为等电子体。

## 存在

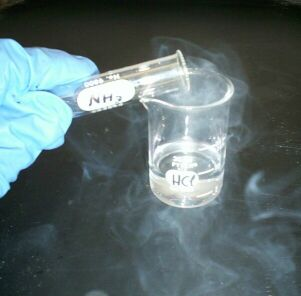
氨氣與濃鹽酸揮發出的氯化氫氣體在空氣中反應，生成煙霧狀氯化銨固體。

酸性环境下，溶解在水中的氨分子以铵根离子的形式存在。氨水可电离出铵根离子和氢氧根离子，浓氨水容易挥发为氨气。液氨自耦电离能产生铵离子。

### 铵盐
铵根离子还可以和阴离子结合形成盐，大部分铵盐都可溶。常见的铵盐有氯化铵、硝酸铵、硫酸銨、碳酸氢铵等。

## 命名
由于NH4+的化学性质类似于金属离子，故命名为金部的“铵”。
“铵”的普通话拼音為“ǎn”，区别于阴平（第1声）的“氨”和去声（第4声）的“胺”。但在台灣，「銨」和「氨」讀音均為「ān」。
一般的铵盐命名和普通的盐的命名一样，为某化铵或某酸铵，如氯化铵、醋酸铵等。

## 用途
用于铵盐中含氮，盐可用作氮肥，称为“铵态氮肥”。此类肥料不宜与碱性肥料混用，否则铵离子会被反应掉从而肥效降低。
常见的铵态氮肥有硫铵（硫酸铵）、碳铵（碳酸铵）、硝铵（硝酸铵）。

## 检验
铵盐的检验方法通常是与碱混合并加热，会产生能使湿润红色石蕊试纸变蓝的气体（氨气）。例如：
NH4HCO3+Ca(OH)2 -> CaCO3+2H2O+NH3↑
(NH4)2SO4+2NaOH -> Na2SO4+2H2O+2NH3↑
原理是铵盐与碱发生复分解反应，生成新盐和氨水，氨水易挥发为氨气和水。
NH+
4+OH− -> NH3↑+H2O
- 铵盐可以与奈斯勒试剂反应生成黄棕色沉淀，用于定性检验。

{\displaystyle {\ce {{NH4}^{+}+ 2{[HgI4]}^{2-}+ 4OH- -> HgO*Hg(NH2)I + 7I- + 3H2O}}}

### 对于碳酸氢铵
要区别碳酸氢铵于其他的铵盐，可以通过加热的方式。
NH4HCO3{\displaystyle {\ce {=[{\text{△}}]}}}NH3↑+H2O+CO2↑
但请注意：这个方法不應在銨鹽可能是硝酸铵的情況下使用，因为硝酸铵遇高温容易发生爆炸。

## 衍生物
- 季铵盐（四级铵盐），即每个NH4+的4个氢均被烃基取代的产物。

## 铵金属
在高压下，浸在大量自由电子海中的铵离子可能会表现出类似于金属的性质。冰巨星天王星与海王星的内部就可能存在这种“铵金属”。

## 註解
1. ↑  Stevenson, D. J. . Nature. 1975-11, 258 (5532)  [2022-10-14]. Bibcode:1975Natur.258..222S. ISSN 1476-4687. doi:10.1038/258222a0. （原始内容存档于2022-10-14） （英语）.
2. ↑  Bernal, M. F. M.; Massey, H. S. W. . Monthly Notices of the Royal Astronomical Society. 1954-04-01, 114 (2)  [2022-10-14]. Bibcode:1954MNRAS.114..172B. ISSN 0035-8711. doi:10.1093/mnras/114.2.172. （原始内容存档于2021-11-29） （英语）.